# Jean Ziegler, l'optimisme de la volonté
Pour plus de détails, voir Fiche technique et Distribution.
Jean Ziegler, l'optimisme de la volonté est un film suisse réalisé par Nicolas Wadimoff, sorti en 2016.

## Synopsis
Un documentaire sur l'homme politique et sociologue Jean Ziegler.

## Fiche technique
- Titre : Jean Ziegler, l'optimisme de la volonté
- Réalisation : Nicolas Wadimoff
- Scénario : Emmanuel Gétaz et Nicolas Wadimoff
- Musique : Bill Laswell
- Photographie : Joseph Areddy et Camille Cottagnoud
- Montage : Karine Sudan
- Production : Emmanuel Gétaz
- Société de production : Dreampixies, Radio Télévision Suisse et Arte
- Société de distribution : Urban Distribution (France)
- Pays :  Suisse
- Genre : Documentaire
- Durée : 93 minutes
- Dates de sortie : 
  -  Suisse : 23 novembre 2016
  -  France : 18 avril 2018

## Distinctions
Le film a reçu le prix du jury La Brénaz au festival du film et forum international sur les droits humains de Genève et a été nommé au Prix du cinéma suisse du meilleur documentaire.